# Köping HC
Köping Hockey Club (KHC), även Köping Hockey, tidigare IK Köping och Köping Blue Boars, är en ishockeyklubb från Köping i Västmanland. Klubben bildades 1993 som IK Köping efter att den tidigare ishockeyklubben på orten, IK Westmannia-Köping, gått i konkurs. Året därpå bytte man namn till Köping HC. Under en tid i början av 2000-talet antogs smeknamnet Blue Boars, en: Blåa Galtarna. Klubbmärket har färgerna vitt och blått i en lagerkrans runt det snett inramade namnet Köping och med ordet Hockey under märket. Märket härstammar från idrottsklubben IK Westmannias ishockeylag. Klubben spelar sina hemmatcher i Köpings ishall och har genom åren spelat i blåa tröjor hemma samt vita borta.

## Historia
Första säsongen för IK Köping blev 1993/1994, då man spelade i Division 3 Värmland/Örebro utan att man lyckades ta sig till Division 2. Under resten av 1990-talet så var KHC ett mittenlag i division 3. Vid serieomläggningen 1999 placerades Köping i Division 2 Örebro/Värmland, vilket ändrades till Division 2 Västmanland säsongen därefter. Laget spelade i toppen av serien under de nästkommande säsongerna i division 2.
Säsongen 2002/2003 vann man sin grundserie och lyckades via kval kvalificera sig för Division 1 där man slutade på en sjunde plats. På grund av dåligt skött ekonomi fick klubben avstå sin plats i serien och blev utan lag den följande säsongen. Till säsongen 2005/2006 hade Köping HC återhämtat sig och fick ihop ett seniorlag som vann Division 3 Västmanland/Örebro län och kvalificerade sig för till Division 2. Sedan säsongen 2015/2016 kvalificerade man sig för Division 1 igen.

### Resultat senaste säsonger
| Säsong    | Division           | Placering | Vårserie             | Kval/Playoff                                                                      |
| --------- | ------------------ | --------- | -------------------- | --------------------------------------------------------------------------------- |
| 2014/2015 | Division 2B Västra | 3         |                      | 3:a i Kvalserie C till Hockeyettan, uppflyttade.                                  |
| 2015/2016 | Hockeyettan Västra | 10        | 6:a i vårserien      |                                                                                   |
| 2016/2017 | Hockeyettan Västra | 8         | 3:a i vårserien      |                                                                                   |
| 2017/2018 | Hockeyettan Västra | 6         | 1:a i vårserien      | Vinner Playoff Förkval mot Vännäs HC. Utslagna av Kallinge-Ronneby IF i playoff 1 |
| 2018/2019 | Hockeyettan Västra | 4         | 8:a i Allettan Norra | Utslagna av Hudiksvalls HC i playoff 1                                            |
| 2019/2020 | Hockeyettan Västra | 10        | 4:a i Vårettan       |                                                                                   |
| 2020/2021 | Hockeyettan Västra | 7         | 4:a i Vårettan       | 1:a i kvalserien                                                                  |
| 2021/2022 | Hockeyettan Västra | 9         | 7:a i Vårettan       | 2:a i kvalserien                                                                  |
| 2022/2023 | Hockeyettan Västra | 10        | 10:a i Vårettan      | 1:a i kvalserien                                                                  |

Anmärkningar
1. ↑  Efter färdigspelad säsong beslutade ishockeyförbundets licensnämnd att inte ge Köping HC elitlicens för kommande säsong. Laget flyttas därför ner till Hockeytvåan.[10]

## Spelare
Spelare med bakgrund i klubben:
- Johan Gustafsson, NHL med Minnesota Wild
- Daniel Gunnarsson, SHL
- Dragan Umičević, Elitserien, FM-ligan, National league m.fl.
- Markus Kinisjärvi, IF Sundsvall Hockey, Hockeyallsvenskan
- Tor Immo, Hockeyallsvenskan
- Thomas Ling, Hockeyallsvenskan - Västerås IK, IFK Arboga IK, Asplöven HC